# شهرستان ریده
ناحیهٔ ریده (به عربی: مدیریة ریدة) یک ناحیه در یمن است که در استان عمران واقع شده‌است.
ناحیهٔ ریده ۴۶٬۶۳۱ نفر جمعیت دارد.